# Intelcystiscus rancholunensis
Intelcystiscus rancholunensis là một loài ốc biển rất nhỏ, là động vật thân mềm chân bụng sống ở biển trong họ Cystiscidae.